# چکمه (کتاب)
چکمه داستانی هوشنگ مرادی کرمانی است که توسط انتشارات سحاب منتشر شده‌است.
این داستان اینگونه آغاز می‌شود:
مادر لیلا، روزها، لیلا را می گذاشت پیش همسایه و می رفت سر کار. او توی کارگاه خیاطی کار می کرد. لیلا با دختر همسایه بازی می‌کرد. اسم دختر همسایه مریم بود. لیلا و مادرش در یکی از اتاق‌های خانه مریم زندگی می کردند. لیلا پنج سال داشت و مریم یک سال از او بزرگتر بود.
یک روز، عموی مریم برایش عروسکی آورد. آن روز، لیلا و مریم با آن خیلی بازی کردند. عروسک همه اش پیش لیلا بود. لیلا دلش می خواست عروسک مال خودش باشد. اما، مریم می گفت:
ـ هر چه دلت می‌خواهد با آن بازی کن. ولی، عروسک مال من است.....
لیلا ناراحت شد. غروب که مادرش آمد، دوید جلویش و گفت:
ـ مادر، مادر، من عروسک می‌خواهم. عروسکی مثل عروسک مریم. برایم می خری؟
مادر گفت:...

## اقتباس سینمایی
فیلم چکمه در سال ۱۳۷۱ به کارگردانی محمدعلی طالبی بر اساس این داستان ساخته شد. این فیلم جایزه بهترین فیلم جشنواره بین‌المللی فیلم‌های کودکان و نوجوانان ـ دوره هشتم(۱۳۷۱) را از آن خود کرد. همچنین علی آتشکار، جایزه دیپلم افتخار بهترین بازیگر نوجوان و سمانه جعفرجلالی نیز جایزه پروانه زرین بهترین بازیگر نوجوان را در همان جشنواره کسب کردند.